# Salzatal zwischen Langenbogen und Köllme
Koordinaten: 51° 29′ 24″ N, 11° 47′ 6″ O

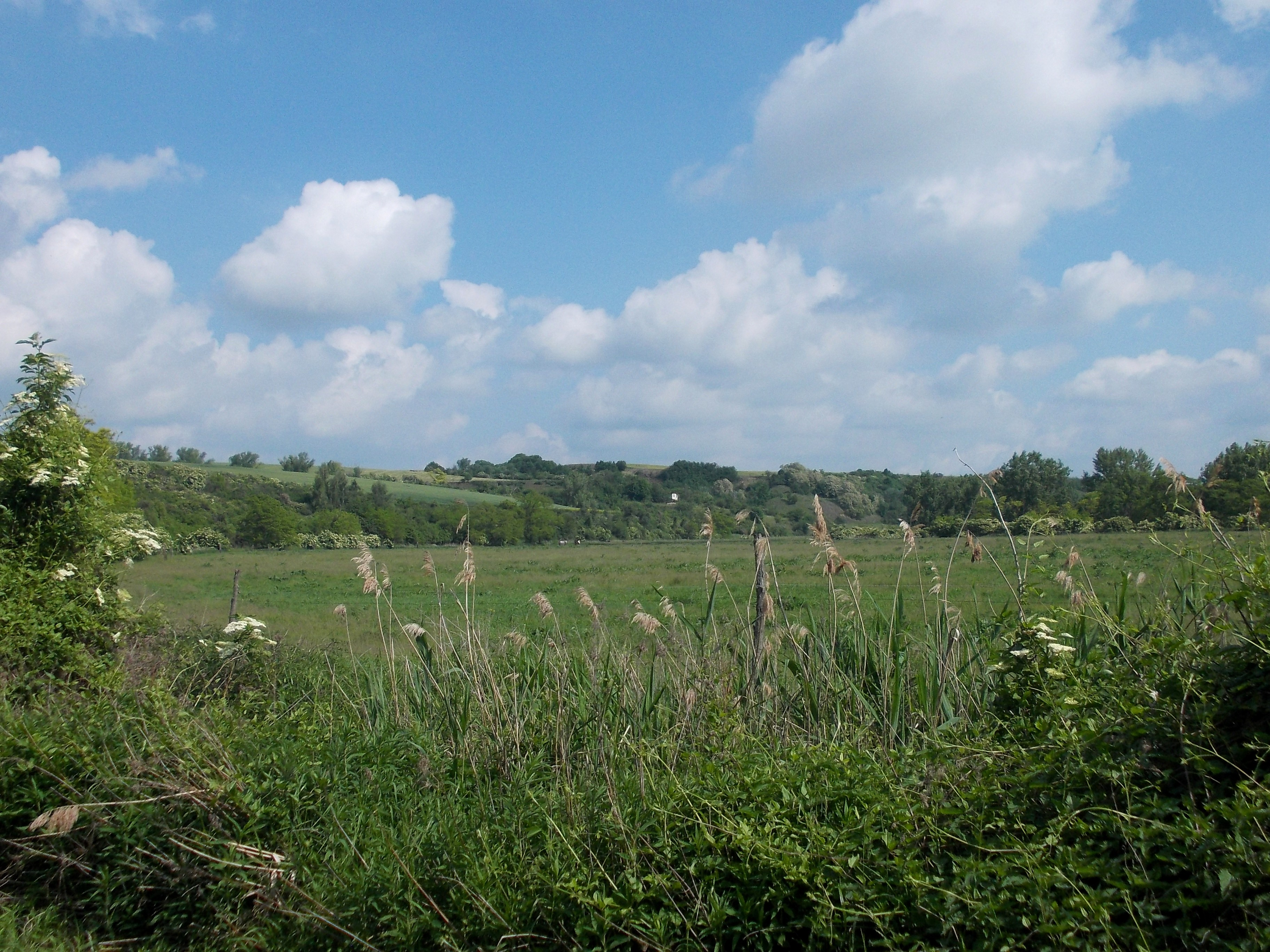
Naturschutzgebiet „Salzatal zwischen Langenbogen und Köllme“

Das Salzatal zwischen Langenbogen und Köllme ist ein Naturschutzgebiet in den Gemeinden Teutschenthal und Salzatal im Saalekreis in Sachsen-Anhalt.
Das Naturschutzgebiet mit dem Kennzeichen NSG 0366 ist rund 117 Hektar groß. Es ist zu einem großen Teil Bestandteil des FFH-Gebietes „Salzatal bei Langenbogen“ und des EU-Vogelschutzgebietes „Salziger See und Salzatal“ sowie größtenteils vom Landschaftsschutzgebiet „Salzatal“ umgeben. Das Gebiet steht seit 2003 unter Schutz (Datum der Verordnung: 13. Mai 2003). Zuständige untere Naturschutzbehörde ist der Saalekreis.
Das Naturschutzgebiet liegt westlich von Halle (Saale) im Naturpark Unteres Saaletal. Es stellt das Salzatal zwischen Langenbogen und Köllme und einige kleine Nebentäler sowie die sich an die Täler anschließenden, teilweise steilen Hänge, an denen stellenweise Buntsandsteinformationen zutage treten, unter Schutz.
Die Salza durchfließt das Naturschutzgebiet in einem ausgebauten und vertieften Bett. Sie wird vielfach von Gehölzen begleitet, die teilweise als Auwald mit Weiden und Pappeln ausgebildet sind. Hier siedelt auch das in Sachsen-Anhalt gefährdete Scharfkraut. Im Norden des Naturschutzgebietes befinden sich zwei im Zuge von Rekultivierungsmaßnahmen angelegte Stillgewässer. Eine weitere Wasserfläche hat sich im Süden des Schutzgebietes in einem ehemaligen Mäander der Salza infolge des Wegfalls der Wasserhaltung im Bergbau gebildet. Insbesondere im Norden sowie rund um die Wasserfläche im Süden des Schutzgebietes sind Schilfröhrichtflächen zu finden. Im Süden schließen sich an die Schilfzonen blütenreiche Mähwiesen an, die sich aus Quecken-Pionierfluren entwickeln. Hier siedeln Habichtskräuter, Hahnenfußgewächse und Ruderalpflanzen, darunter Eisenkraut, Echte Katzenminze, Schlangenäuglein und Thüringer Strauchpappel. Grünlandbereiche bei Köllme sind teilweise als Binnensalzstellen ausgeprägt. Hier siedeln u. a. Stranddreizack, Strandmilchkraut, Sellerie, Dickblättriger Gänsefuß und Salzbunge.
Auf den Talhängen stocken teilweise Gehölze aus Liguster, Schlehdorn, Eingriffeligem Weißdorn, Hunds- und Weinrosen, Holunder und Feldulmen. Östlich der Wasserfläche im Süden des Schutzgebietes stockt ein kleiner Wald aus Eichen, Hainbuchen und Winterlinden. Offene Bereiche an den Hängen werden von Trocken- und Halbtrockenrasen, die als Schwingel-Pfriemengras-Trockenrasen, Furchenschwingel-Halbtrockenrasen sowie Schwingel-Fiederzwenken-Halbtrockenrasen ausgeprägt sind, eingenommen. Hier siedeln u. a. Feinblättrige Schafgarbe, Walliser Schwingel, Dänischer Tragant, Graue Skabiose, Bartgras, Sandstrohblume und Frühlingsadonisröschen. Daneben sind auch Streuobstwiesen mit Glatthaferwiesen zu finden. Randbereiche von Ackerflächen sind Lebensraum verschiedener Ackerwildkräuter, darunter Ackerröte, Schramms Erdrauch, Feldklettenkerbel und Sommeradonisröschen.
Das feuchte Salzatal ist Lebensraum verschiedener Vögel, darunter Rohrweihe, Knäkente, Blässhuhn, Teichralle, Zwerg- und Rothalstaucher sowie Drossel- und Schilfrohrsänger. Die Flachwasser- und Schilfzonen sind Nahrungshabitat von Reiher, Wasserläufer, Strandläufer, Bekassine und andere Limikolen, Tauchern und Enten. Im Herbst dienen die Schilfzonen großen Schwärmen von Bachstelzen, Schwalben und Finken als Schlafplatz. Die Schilfzonen sind auch Lebensraum artenreicher Libellen- und Falterpopulationen. Lößabbrüche an Hangkanten und Steilwänden dienen als Niststandorte für Bruthöhlen anlegende Vögel sowie zahlreicher Wildbienenarten. Trockenrasen, Hochstaudenfluren und Gehölze beherbergen z. B. Neuntöter, Wendehals, Goldammer und Dorngrasmücke. Außerdem sind verschiedene Falter, Wildbienen und andere Insektengruppen sowie Spinnen hier heimisch. Im Naturschutzgebiet leben u. a. auch Feldhase, Dachs, Baum- und Steinmarder sowie Großes Wiesel. Die Salzstandorte sind Lebensraum u. a. von an die Verhältnisse angepasste, wirbellose Tierarten.
Teile des Naturschutzgebietes werden zur Pflege mit Ziegen beweidet. Durch das Naturschutzgebiet verläuft ein Wanderweg. Das Naturschutzgebiet ist nahezu vollständig von landwirtschaftlichen Nutzflächen umgeben.